# 瑪格麗特·貝克
瑪格麗特·貝克（Margaret Beck，1952年—），後改名瑪格麗特·洛克伍德（Margaret Lockwood），是一位英格蘭的退役羽球運動員，在1970年代的大部分時間裡都是世界上最好的球員之一。
作為一名出色的青年天才球員，瑪格麗特·貝克在1970年的大英國協運動會上贏得了女子單打金牌，她當時只有十幾歲。
1973年，瑪格麗特·貝克在全英羽球公開錦標賽中奪得女子單打冠軍，除了國際團體賽（優霸盃和湯姆斯盃）之外，當時這是世界上最負盛名的錦標賽。
1974年，她與吉莉安·吉爾克斯合作獲得了全英女子雙打冠軍。她於1974年在印尼雅加達舉行的世界邀請賽上獲得單打冠軍，這比賽是BWF世界錦標賽的前身。
她的其他國際比賽單打冠軍包括歐洲羽球錦標賽（1972年）、加拿大羽球公開賽（1975年）、愛爾蘭羽球公開賽（1971年）、葡萄牙羽球錦標賽（1973年）、蘇格蘭羽球公開賽（1972年、1974年）和南非羽球錦標賽（1976年）。她還贏得了五個英格蘭國家羽球錦標賽單打冠軍（對手包括強大的吉莉安·吉爾克斯）和十幾個國際比賽雙打冠軍。
由於嚴格的健身方案，她的膝蓋上出現了問題，並在1977年的第一屆世界羽球錦標賽中嚴重惡化。她在那裡贏得單打和雙打銅牌，卻也是她的最後一次比賽。儘管接受手術和復健，她再也沒有打過正式的競技羽球。